# L'Ordre et la Sécurité du monde
Pour plus de détails, voir Fiche technique et Distribution.
L'Ordre et la Sécurité du monde est un film français réalisé par Claude d'Anna, sorti en 1978.

## Synopsis
Parce qu'il y a du brouillard et que les avions ne peuvent circuler, Hélène Lehman décide de se rendre en chemin de fer de Paris à Zurich pour y retrouver son amant. Dans le train, elle fait involontairement la connaissance d'un journaliste, Lucas Richter, dont le mutisme et l'étrange comportement l'intriguent quelque peu. Or, la malencontreuse erreur d'un douanier fait qu'Hélène se retrouve en possession du passeport de Lucas. Ce n'est pourtant qu'à son hôtel et après avoir appris que son amant ne viendrait pas que la jeune femme s'aperçoit de la chose. Dès lors, elle n'a de cesse de retrouver Lucas dont elle sait seulement qu'il doit rentrer à Paris le soir même. Pendant ce temps, le journaliste négocie un dossier compromettant avec les responsables d'une société multinationale. Il s'agit de faire publier des documents accablants pour un groupe concurrent. En réalité, ces preuves ne serviront qu'à faire pression sur les intéressés afin d'obtenir une part substantielle d'un important marché. Mais cela, Lucas l'ignore quand il repart pour la France. De même qu'il ne sait pas qu'Hélène le cherche et qu'elle a été poursuivie une bonne partie de l'après-midi par un étrange individu, Medford, qui est également monté dans le train. Là, Hélène retrouve Lucas et lui relate les incidents qui ont émaillé sa journée. Parallèlement, à Paris et Zurich, les financiers finissent par se mettre d'accord et sur le contrat et sur le fait que l'inconnue qui accompagne Lucas doit disparaître. Cependant, pressentant qu'un danger menace, Lucas décide de passer à l'action. Il parvient à faire stopper le train et à éliminer Medford sans toutefois réussir à empêcher qu'Hélène, sa "complice" inattendue, soit poignardée, à peine arrivée à Paris.

## Fiche technique
- Titre : L'Ordre et la Sécurité du monde
- Réalisation : Claude d'Anna
- Scénario et dialogues : Claude d'Anna et Marie-Françoise Bonin
- Photographie : Eduard van der Enden
- Son : Guillaume Sciama
- Musique : Claude Nougaro et Maurice Vander
- Montage : Kenout Peltier
- Coordinateur des combats et des cascades : Claude Carliez et son équipe
- Sociétés de production : Dedalus Productions - FR3 Cinéma - Le Seuil Audiovisuel
- Pays de production :  France
- Durée : 105 minutes
- Date de sortie : 
  - France : 30 août 1978

## Distribution
- Bruno Cremer : Lucas Richter
- Gabriele Ferzetti : Herzog
- Donald Pleasence : Rothko
- Laure Dechasnel : Hélène Lehman
- Dennis Hopper : Medford
- Joseph Cotten : Foster Johnson
- Michel Bouquet : Muller, le banquier
- Pierre Santini : Martial Kauffer
- Henri Serre : Massonnier
- Lucienne Legrand : la secrétaire